# گیلرمو لارکو کاکس
گیلرمو لارکو کاکس (به اسپانیایی: Guillermo Larco Cox) (زاده ۱۹ فوریه ۱۹۳۲ – درگذشته ۱۲ ژوئیه ۲۰۰۲) سیاست‌مدار و مهندس عمران اهل پرو بود. وی در دو دوره در سال‌های ۱۹۸۷–۱۹۸۸ و از ۱۹۸۹–۱۹۹۰ نخست‌وزیر این کشور بود.